# Khvājeh Bachcheh
Khvājeh Bachcheh (persiska: خواجه بچه, Khavājeh Bachcheh) är en ort i Iran.   Den ligger i provinsen Khorasan, i den nordöstra delen av landet, 700 km öster om huvudstaden Teheran. Khvājeh Bachcheh ligger 1 181 meter över havet och antalet invånare är 208.
Terrängen runt Khvājeh Bachcheh är platt åt sydväst, men åt nordost är den kuperad.Runt Khvājeh Bachcheh är det ganska tätbefolkat, med 56 invånare per kvadratkilometer. Närmaste större samhälle är Nīshābūr, 11,9 km sydost om Khvājeh Bachcheh. Omgivningarna runt Khvājeh Bachcheh är i huvudsak ett öppet busklandskap.